# Campeonato Brasileiro de Futebol de 2009 - Série B
O Campeonato Brasileiro da Série B de 2009 foi a 28.ª edição da segunda divisão do futebol brasileiro. Disputado por 20 clubes, seu regulamento foi similar ao dos anos anteriores.
O Vasco da Gama foi o primeiro clube a garantir matematicamente a promoção para a Série A de 2010 após a vitória por 2–1 sobre o Juventude em 7 de novembro - nesse jogo foi estabelecido o maior público da história da Série B com 81.904 presentes. Em 13 de novembro, com três rodadas de antecipação, garantiu o título da Série B após vencer o América de Natal por 2–1 no Estádio do Maracanã.
Na penúltima rodada do campeonato ficaram definidos os demais clubes promovidos à Série A: Ceará, após vitória sobre a Ponte Preta por 2–1 fora de casa, Guarani, mesmo perdendo para o Bahia por 2–0 em Salvador, e o Atlético Goianiense, com a vitória na casa do Juventude por 3–1.
Em contrapartida, o primeiro clube rebaixado para a Série C de 2010 foi o ABC, após derrota para o Duque de Caxias por 2–1 em 10 de novembro. O Campinense foi o segundo clube rebaixado, após a derrota para o Paraná por 3–0 fora de casa, em 13 de novembro. Na rodada seguinte o Fortaleza sacramentou o rebaixamento com a derrota para o São Caetano, frente aos seus torcedores, por 2–1.
Na última rodada foi definido o último rebaixado para a Série C: o Juventude, que, necessitando vencer e depender de outros resultados, perdeu para o Guarani por 2–1.
Nesse campeonato foi registrado o menor público da história da Série B, durante a partida entre Duque de Caxias e Ponte Preta válida pela última rodada. Apenas 5 pagantes, totalizando um renda de 50 reais, testemunharam a vitória do Duque de Caxias por 4–1 no Estádio Raulino de Oliveira, em Volta Redonda.

## Regulamento
A Série B foi disputada por 20 clubes em 2 turnos. Em cada turno, todos os times jogaram entre si uma única vez. Os jogos do primeiro turno foram realizados na mesma ordem no segundo turno, apenas com o mando de campo invertido. Não há campeões por turnos, sendo declarado campeão brasileiro da segunda divisão o time que obteve o maior número de pontos após as 38 rodadas. Os 4 primeiros times no final das 38 rodadas subiram para a Série A de 2010. Os 4 últimos times no final das 38 rodadas cairam para a Série C.

### Critérios de desempate
Caso haja empate de pontos entre dois clubes, os critérios de desempates serão aplicados na seguinte ordem:
1. Número de vitórias
2. Saldo de gols
3. Gols marcados
4. Confronto direto
5. Número de cartões vermelhos
6. Número de cartões amarelos

## Equipes participantes

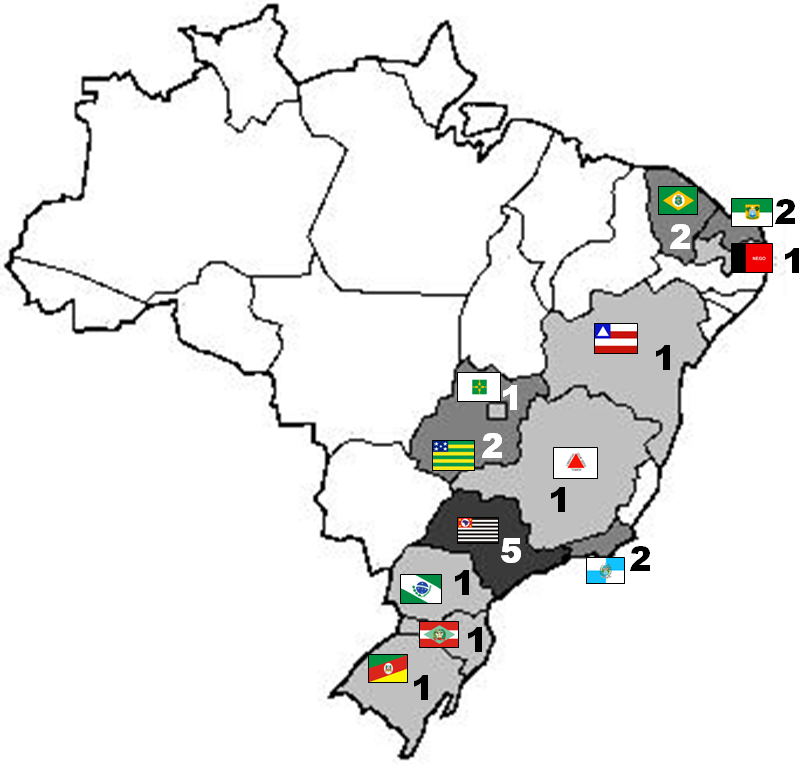
Mapa com os estados participantes da Série B 2009 (clique na imagem para ampliar).

De acordo com o regulamento da Competição, os participantes foram definidos com base em três critérios, quais sejam:
- Ter disputado o Campeonato Brasileiro da Série B de 2008, mantendo-se na Série B;
- Ter sofrido descenso do Campeonato Brasileiro da Série A em 2008, como um dos quatro últimos classificados no Campeonato;
- Ter acessado a Série B de 2009 por ter obtido vaga no Campeonato Brasileiro da Série C de 2008, como um dos seus quatro primeiros classificados.

Sendo assim, são doze os times que participaram do Campeonato Brasileiro da Série B de 2008 e que se mantiveram na respectiva série, quatro o número de times provenientes da Série A de 2008, além de quatro times provenientes da Série C de 2008.
| Equipe              | Cidade             | Estado | Em 2008        | Estádio             | Capacidade |
| ------------------- | ------------------ | ------ | -------------- | ------------------- | ---------- |
| ABC                 | Natal              | RN     | 13.º (Série B) | Frasqueirão         | 18.000     |
| América             | Natal              | RN     | 15.º (Série B) | Machadão            | 30.000     |
| Atlético Goianiense | Goiânia            | GO     | 1.º (Série C)  | Serra Dourada       | 50.049     |
| Bahia               | Salvador           | BA     | 10.º (Série B) | Pituaçu             | 31.677     |
| Bragantino          | Bragança Paulista  | SP     | 7.º (Série B)  | Nabi Abi Chedid     | 13.212     |
| Brasiliense         | Taguatinga         | DF     | 14.º (Série B) | Boca do Jacaré      | 30.000     |
| Campinense          | Campina Grande     | PB     | 3.º (Série C)  | Amigão              | 35.000     |
| Ceará               | Fortaleza          | CE     | 12.º (Série B) | Castelão            | 60.326     |
| Duque de Caxias     | Duque de Caxias    | RJ     | 4.º (Série C)  | Giulite Coutinho*   | 12.840     |
| Figueirense         | Florianópolis      | SC     | 17.º (Série A) | Orlando Scarpelli   | 19.069     |
| Fortaleza           | Fortaleza          | CE     | 16.º (Série B) | Castelão            | 58.400     |
| Guarani             | Campinas           | SP     | 2.º (Série C)  | Brinco de Ouro      | 32.453     |
| Ipatinga            | Ipatinga           | MG     | 20.º (Série A) | Ipatingão           | 20.500     |
| Juventude           | Caxias do Sul      | RS     | 8.º (Série B)  | Alfredo Jaconi      | 23.726     |
| Paraná              | Curitiba           | PR     | 11.º (Série B) | Vila Capanema       | 20.083     |
| Ponte Preta         | Campinas           | SP     | 5.º (Série B)  | Moisés Lucarelli    | 19.722     |
| Portuguesa          | São Paulo          | SP     | 19.º (Série A) | Canindé             | 21.004     |
| São Caetano         | São Caetano do Sul | SP     | 9.º (Série B)  | Anacleto Campanella | 16.744     |
| Vasco da Gama       | Rio de Janeiro     | RJ     | 18.º (Série A) | São Januário**      | 15.150     |
| Vila Nova           | Goiânia            | GO     | 6.º (Série B)  | Serra Dourada       | 50.049     |

* Estádio provisório localizado no bairro de Édson Passos em Mesquita (Baixada Fluminense), pois o estádio Marrentão (propriedade da Prefeitura e onde manda seus jogos) não atendeu as condições minimas para realização de jogos da Série B.
** O Vasco da Gama mandou parte de seus jogos no Maracanã, a partir da 19.ª rodada, devido a grande procura de ingressos.

## Classificação
| Pos | Equipes             | Pts | J  | V  | E  | D  | GP | GC | SG  | %  | Classificação ou rebaixamento |
| --- | ------------------- | --- | -- | -- | -- | -- | -- | -- | --- | -- | ----------------------------- |
| 1   | Vasco da Gama       | 76  | 38 | 22 | 10 | 6  | 58 | 29 | +29 | 67 | Promovidos à Série A de 2010  |
| 2   | Guarani             | 69  | 38 | 21 | 6  | 11 | 55 | 51 | +4  | 61 | Promovidos à Série A de 2010  |
| 3   | Ceará               | 68  | 38 | 19 | 11 | 8  | 54 | 34 | +20 | 60 | Promovidos à Série A de 2010  |
| 4   | Atlético Goianiense | 65  | 38 | 20 | 5  | 13 | 73 | 53 | +20 | 57 | Promovidos à Série A de 2010  |
| 5   | Portuguesa          | 62  | 38 | 18 | 8  | 12 | 53 | 45 | +8  | 54 |                               |
| 6   | Figueirense         | 60  | 38 | 19 | 3  | 16 | 64 | 51 | +13 | 53 |                               |
| 7   | São Caetano         | 54  | 38 | 15 | 9  | 14 | 52 | 38 | +14 | 47 |                               |
| 8   | Duque de Caxias     | 54  | 38 | 15 | 9  | 14 | 55 | 55 | 0   | 47 |                               |
| 9   | Bragantino          | 53  | 38 | 15 | 8  | 15 | 52 | 51 | +1  | 46 |                               |
| 10  | Paraná              | 53  | 38 | 14 | 11 | 13 | 51 | 56 | –5  | 46 |                               |
| 11  | Ponte Preta         | 52  | 38 | 14 | 10 | 14 | 62 | 55 | +7  | 46 |                               |
| 12  | Bahia               | 51  | 38 | 14 | 9  | 15 | 52 | 53 | –1  | 45 |                               |
| 13  | Vila Nova           | 49  | 38 | 14 | 7  | 17 | 42 | 59 | –17 | 43 |                               |
| 14  | Brasiliense         | 48  | 38 | 14 | 6  | 18 | 45 | 56 | –11 | 42 |                               |
| 15  | Ipatinga            | 48  | 38 | 12 | 12 | 14 | 43 | 50 | –7  | 42 |                               |
| 16  | América de Natal    | 46  | 38 | 13 | 7  | 18 | 49 | 61 | –12 | 40 |                               |
| 17  | Juventude           | 44  | 38 | 12 | 8  | 18 | 46 | 50 | –4  | 39 | Rebaixados à Série C de 2010  |
| 18  | Fortaleza           | 38  | 38 | 10 | 8  | 20 | 56 | 64 | –8  | 33 | Rebaixados à Série C de 2010  |
| 19  | Campinense          | 37  | 38 | 11 | 4  | 23 | 54 | 79 | –25 | 32 | Rebaixados à Série C de 2010  |
| 20  | ABC                 | 35  | 38 | 10 | 5  | 23 | 40 | 66 | –26 | 31 | Rebaixados à Série C de 2010  |

## Confrontos
Para ler a tabela, a linha horizontal representa os jogos da equipe como mandante. A coluna vertical indica os jogos da equipe como visitante.
Resultados do primeiro turno estão em verde.
Resultados do segundo turno estão em azul.
Jogos "clássicos" estão em negrito.
|                 | ABC | AMN | ATG | BAH | BRG | BRS | CMP | CEA | DCA | FIG | FOR | GUA | IPA | JUV | PAR | PON | POR | SCA | VAS | VIL |
| --------------- | --- | --- | --- | --- | --- | --- | --- | --- | --- | --- | --- | --- | --- | --- | --- | --- | --- | --- | --- | --- |
| ABC             | —   | 1–0 | 2–1 | 3–0 | 0–1 | 6–2 | 1–2 | 1–3 | 1–2 | 1–3 | 2–1 | 1–1 | 1–1 | 2–1 | 1–1 | 2–1 | 1–0 | 0–4 | 2–3 | 1–0 |
| América-RN      | 1–0 | —   | 1–2 | 4–1 | 1–4 | 2–1 | 4–4 | 1–5 | 0–1 | 1–0 | 2–1 | 3–1 | 1–0 | 0–2 | 3–1 | 1–2 | 4–0 | 0–0 | 2–2 | 2–0 |
| Atlético-GO     | 2–0 | 4–1 | —   | 0–3 | 3–1 | 5–1 | 1–0 | 4–1 | 3–0 | 3–2 | 3–1 | 4–1 | 2–2 | 2–1 | 5–0 | 1–1 | 0–1 | 2–0 | 2–2 | 2–1 |
| Bahia           | 4–0 | 3–3 | 2–1 | —   | 1–1 | 1–2 | 3–0 | 1–0 | 1–2 | 0–1 | 2–2 | 2–0 | 1–1 | 2–2 | 2–0 | 2–2 | 1–4 | 3–1 | 2–1 | 1–0 |
| Bragantino      | 3–0 | 2–1 | 2–2 | 3–0 | —   | 1–2 | 3–2 | 1–1 | 2–0 | 1–0 | 4–1 | 0–1 | 1–1 | 3–2 | 2–2 | 1–1 | 1–2 | 2–0 | 0–0 | 2–1 |
| Brasiliense     | 1–1 | 0–0 | 0–1 | 3–0 | 2–1 | —   | 2–1 | 0–1 | 1–1 | 0–4 | 1–0 | 1–2 | 2–0 | 2–0 | 0–1 | 3–0 | 3–2 | 2–2 | 0–1 | 2–1 |
| Campinense      | 3–1 | 0–1 | 2–1 | 1–2 | 2–0 | 1–0 | —   | 1–3 | 1–2 | 4–2 | 2–4 | 1–2 | 5–1 | 1–0 | 2–2 | 2–3 | 3–3 | 2–1 | 0–1 | 2–3 |
| Ceará           | 2–0 | 0–0 | 1–0 | 2–1 | 2–0 | 2–1 | 2–0 | —   | 1–0 | 2–2 | 1–0 | 2–2 | 2–0 | 1–1 | 0–1 | 1–1 | 2–0 | 2–1 | 0–2 | 2–0 |
| Duque de Caxias | 2–1 | 4–1 | 5–1 | 0–0 | 0–1 | 0–0 | 1–4 | 1–2 | —   | 2–3 | 4–3 | 1–1 | 3–1 | 4–2 | 2–1 | 4–1 | 2–1 | 2–1 | 0–1 | 1–2 |
| Figueirense     | 1–0 | 0–1 | 2–1 | 2–0 | 2–1 | 3–1 | 3–1 | 2–1 | 1–2 | —   | 3–1 | 0–1 | 3–0 | 3–1 | 1–0 | 1–2 | 1–2 | 0–2 | 1–1 | 3–1 |
| Fortaleza       | 3–3 | 3–0 | 0–1 | 3–2 | 1–2 | 2–3 | 3–0 | 0–0 | 1–1 | 3–1 | —   | 2–4 | 1–0 | 3–2 | 4–0 | 2–1 | 0–1 | 1–2 | 1–1 | 2–2 |
| Guarani         | 1–0 | 1–0 | 1–3 | 2–1 | 3–2 | 2–1 | 3–0 | 2–1 | 2–1 | 3–2 | 2–1 | —   | 3–1 | 2–1 | 1–2 | 2–1 | 0–3 | 1–0 | 0–0 | 1–1 |
| Ipatinga        | 2–1 | 2–2 | 1–0 | 0–0 | 2–0 | 5–2 | 5–1 | 0–0 | 1–0 | 2–2 | 0–1 | 1–0 | —   | 0–1 | 1–1 | 0–0 | 0–3 | 0–2 | 2–0 | 4–0 |
| Juventude       | 2–0 | 2–1 | 1–3 | 0–1 | 1–0 | 2–0 | 0–1 | 2–2 | 0–0 | 2–0 | 2–0 | 4–1 | 2–2 | —   | 0–1 | 3–1 | 1–0 | 1–2 | 1–2 | 1–1 |
| Paraná Clube    | 1–3 | 2–1 | 2–1 | 1–2 | 4–1 | 0–2 | 3–0 | 3–3 | 1–1 | 0–4 | 1–1 | 2–0 | 2–0 | 1–1 | —   | 0–0 | 0–2 | 1–0 | 3–1 | 3–0 |
| Ponte Preta     | 2–0 | 4–0 | 3–1 | 1–3 | 2–1 | 2–0 | 3–0 | 1–2 | 4–1 | 0–1 | 1–1 | 0–1 | 1–2 | 3–0 | 3–3 | —   | 5–2 | 1–3 | 1–1 | 3–1 |
| Portuguesa      | 2–1 | 2–1 | 2–1 | 0–0 | 2–0 | 0–1 | 1–1 | 1–0 | 1–1 | 3–1 | 2–1 | 4–3 | 0–1 | 0–1 | 1–0 | 1–1 | —   | 1–1 | 1–3 | 1–2 |
| São Caetano     | 3–0 | 0–1 | 2–2 | 2–1 | 3–0 | 2–1 | 4–1 | 0–0 | 4–0 | 2–1 | 2–0 | 1–2 | 0–0 | 0–0 | 1–2 | 0–2 | 1–1 | —   | 0–1 | 3–1 |
| Vasco da Gama   | 3–0 | 2–1 | 3–0 | 2–1 | 0–0 | 1–0 | 3–0 | 0–2 | 0–0 | 1–2 | 2–1 | 1–0 | 4–0 | 2–1 | 2–1 | 3–0 | 0–1 | 0–0 | —   | 4–1 |
| Vila Nova       | 1–0 | 2–1 | 2–3 | 1–0 | 1–2 | 0–0 | 2–1 | 1–0 | 3–2 | 2–1 | 2–1 | 0–0 | 0–2 | 1–0 | 2–2 | 3–2 | 0–0 | 1–0 | 0–2 | —   |

## Desempenho por rodada
Clubes que lideraram o campeonato ao final de cada rodada:
| Rodadas | Rodadas | Rodadas | Rodadas | Rodadas | Rodadas | Rodadas | Rodadas | Rodadas | Rodadas | Rodadas | Rodadas | Rodadas | Rodadas | Rodadas | Rodadas | Rodadas | Rodadas | Rodadas | Rodadas | Rodadas | Rodadas | Rodadas | Rodadas | Rodadas | Rodadas | Rodadas | Rodadas | Rodadas | Rodadas | Rodadas | Rodadas | Rodadas | Rodadas | Rodadas | Rodadas | Rodadas | Rodadas |
| ------- | ------- | ------- | ------- | ------- | ------- | ------- | ------- | ------- | ------- | ------- | ------- | ------- | ------- | ------- | ------- | ------- | ------- | ------- | ------- | ------- | ------- | ------- | ------- | ------- | ------- | ------- | ------- | ------- | ------- | ------- | ------- | ------- | ------- | ------- | ------- | ------- | ------- |
| 1       | 2       | 3       | 4       | 5       | 6       | 7       | 8       | 9       | 10      | 11      | 12      | 13      | 14      | 15      | 16      | 17      | 18      | 19      | 20      | 21      | 22      | 23      | 24      | 25      | 26      | 27      | 28      | 29      | 30      | 31      | 32      | 33      | 34      | 35      | 36      | 37      | 38      |
| FIG     | FIG     | VAS     | GUA     | GUA     | GUA     | GUA     | GUA     | GUA     | GUA     | GUA     | GUA     | GUA     | ATG     | ATG     | ATG     | ATG     | ATG     | VAS     | VAS     | VAS     | VAS     | VAS     | VAS     | VAS     | VAS     | VAS     | VAS     | VAS     | VAS     | VAS     | VAS     | VAS     | VAS     | VAS     | VAS     | VAS     | VAS     |

Clubes que ficaram na última posição do campeonato ao final de cada rodada:
| Rodadas | Rodadas | Rodadas | Rodadas | Rodadas | Rodadas | Rodadas | Rodadas | Rodadas | Rodadas | Rodadas | Rodadas | Rodadas | Rodadas | Rodadas | Rodadas | Rodadas | Rodadas | Rodadas | Rodadas | Rodadas | Rodadas | Rodadas | Rodadas | Rodadas | Rodadas | Rodadas | Rodadas | Rodadas | Rodadas | Rodadas | Rodadas | Rodadas | Rodadas | Rodadas | Rodadas | Rodadas | Rodadas |
| ------- | ------- | ------- | ------- | ------- | ------- | ------- | ------- | ------- | ------- | ------- | ------- | ------- | ------- | ------- | ------- | ------- | ------- | ------- | ------- | ------- | ------- | ------- | ------- | ------- | ------- | ------- | ------- | ------- | ------- | ------- | ------- | ------- | ------- | ------- | ------- | ------- | ------- |
| 1       | 2       | 3       | 4       | 5       | 6       | 7       | 8       | 9       | 10      | 11      | 12      | 13      | 14      | 15      | 16      | 17      | 18      | 19      | 20      | 21      | 22      | 23      | 24      | 25      | 26      | 27      | 28      | 29      | 30      | 31      | 32      | 33      | 34      | 35      | 36      | 37      | 38      |
| IPA     | ABC     | ABC     | CMP     | FOR     | CEA     | CMP     | CMP     | CMP     | SCA     | CMP     | CMP     | CMP     | CMP     | CMP     | CMP     | CMP     | CMP     | CMP     | CMP     | ABC     | CMP     | ABC     | FOR     | FOR     | FOR     | CMP     | CMP     | AMN     | CMP     | CMP     | CMP     | ABC     | ABC     | ABC     | CMP     | ABC     | ABC     |

## Artilharia
| Gols | Jogador         | Time                |
| ---- | --------------- | ------------------- |
| 17   | Elton           | Vasco da Gama       |
| 17   | Marcelo Nicácio | Fortaleza           |
| 17   | Rafael Coelho   | Figueirense         |
| 15   | Edivaldo        | Duque de Caxias     |
| 15   | Lúcio           | América de Natal    |
| 14   | Edmundo         | Campinense          |
| 14   | Marcão          | Atlético Goianiense |
| 14   | Mendes          | Juventude           |
| 14   | Ricardo Xavier  | Guarani             |
| 13   | Fernandes       | Figueirense         |
| 13   | Geraldo         | Ceará               |
| 13   | Luiz Carlos     | Fortaleza           |

Fonte: UOL Esporte

## Maiores públicos
| Nº | Público* | Mandante      | Placar | Visitante        | Local    | Data           |
| -- | -------- | ------------- | ------ | ---------------- | -------- | -------------- |
| 1  | 78 609   | Vasco da Gama | 2–1    | Juventude        | Maracanã | 7 de novembro  |
| 2  | 76 211   | Vasco da Gama | 4–0    | Ipatinga         | Maracanã | 22 de agosto   |
| 3  | 51 399   | Ceará         | 2–2    | Guarani          | Castelão | 14 de novembro |
| 4  | 50 335   | Vasco da Gama | 1–0    | Guarani          | Maracanã | 19 de setembro |
| 5  | 50 237   | Vasco da Gama | 2–1    | América de Natal | Maracanã | 13 de novembro |
| 6  | 49 990   | Vasco da Gama | 2–1    | Bahia            | Maracanã | 24 de outubro  |
| 7  | 48 116   | Ceará         | 0–0    | América de Natal | Castelão | 28 de novembro |
| 8  | 36 829   | Ceará         | 2–0    | Bragantino       | Castelão | 3 de novembro  |
| 9  | 33 869   | Ceará         | 1–0    | Fortaleza        | Castelão | 3 de outubro   |
| 10 | 31 560   | Bahia         | 2–0    | Guarani          | Pituaçu  | 21 de novembro |

*Considera-se apenas o público pagante.
Fonte: CBF

## Premiação
| Campeão Brasileiro 2009 Série B            |
| Rio de Janeiro                             |
| ------------------------------------------ |
| Club de Regatas Vasco da Gama (1.º título) |